# 두류역자이
두류역자이(영어: Duryu station Xi)는 대한민국 대구광역시 서구 내당동에 건설중인 초고층 아파트 단지이다. 2021년에 분양하고 착공하여 2025년 8월에 완공된다. 총 7개동인 아파트 6개동, 오피스텔 1개동으로 구성되어 있다. 최고 층수 49층, 최고 높이 167m로 구성되어 있다. 107동은 지상 46층으로 구성되어 있는데 오피스텔이 들어선다.

## 역사
2021년 시공사가 변경되어 사업이 정상화될 것으로 보인다. 9월 착공을 목표로 하고 있다. 오는 10월에는 아파트와 오피스텔이 11월에 분양한다고 밝혔다. 10월 29일 견본주택이 오픈하였고 11월 3일에서 4일 사이 청약접수하고 같은 해 착공하였고 2022년에는 계약 체결이 완료되었다. 이후 2025년 8월 완공 후 입주 예정이다.

## 높이
최고 높이는 167m고 최고 층수는 지상 49층인데 동마다 다르다. 높이가 180m라는 아파트가 들어선다고 하는데 167m라는 높이도 있는데 40층이 넘는 아파트가 있으면 167m라는 높이라고 해야 한다. 높이가 167m라면 2024년에 지어지는 첫 167m 이상의 아파트라고 한다.

## 특징
아파트는 총 6개동으로 구성되고 오피스텔은 1개동으로 구성되어 주변에는 공원, 단지내공원이 들어선다. 107동 시설은 아파트로 구성되어 있는데 오피스텔이 들어선다. 스카이라운지는 48층에 들어선다. 세대수는 1,386세대인 아파트는 총 1,300세대, 오피스텔 86호실으로 구성될 예정이다. 아파트 1,300세대 중에서 일반 분양 117세대 계약을 할 예정이다. 주차대수는 1,992대(세대당 1.32대)인 아파트 1,721대, 오피스텔 112대, 판매시설 159대가 들어선다. 판매시설은 제외다.

## 내부 시설

### 101동
| 층수                | 시설                  |
| ------------------- | --------------------- |
| 28층 ~ 48층         | 아파트                |
| 27층                | 피난안전구역          |
| 3층 ~ 26층          | 아파트                |
| 2층                 | PIT                   |
| 1층                 | 로비, 주차장/제연휀룸 |
| 지하 4층 ~ 지하 1층 | 지하주차장            |

### 102동
| 층수                | 시설                  |
| ------------------- | --------------------- |
| 28층 ~ 48층         | 아파트                |
| 27층                | 피난안전구역          |
| 3층 ~ 26층          | 아파트                |
| 2층                 | PIT/방재실/스쿨버스존 |
| 1층                 | 로비, 주차장/제연휀룸 |
| 지하 4층 ~ 지하 1층 | 지하주차장            |

### 103동
| 층수                | 시설                             |
| ------------------- | -------------------------------- |
| 28층 ~ 47층         | 아파트                           |
| 27층                | 피난안전구역                     |
| 3층 ~ 26층          | 아파트                           |
| 2층                 | PIT                              |
| 1층                 | 로비, 주차장/제연휀룸/관리사무소 |
| 지하 4층 ~ 지하 1층 | 지하주차장                       |

### 104동
| 층수                | 시설                  |
| ------------------- | --------------------- |
| 28층 ~ 49층         | 아파트                |
| 27층                | 피난안전구역          |
| 3층 ~ 26층          | 아파트                |
| 2층                 | PIT/실외기실          |
| 1층                 | 로비, 주차장/커뮤니티 |
| 지하 4층 ~ 지하 1층 | 지하주차장            |

### 105동
| 층수                | 시설           |
| ------------------- | -------------- |
| 28층 ~ 49층         | 아파트         |
| 27층                | 피난안전구역   |
| 3층 ~ 26층          | 아파트         |
| 2층                 | PIT/경로당     |
| 1층                 | 로비, 커뮤니티 |
| 지하 4층 ~ 지하 1층 | 지하주차장     |

### 106동
| 층수                | 시설           |
| ------------------- | -------------- |
| 28층 ~ 49층         | 아파트         |
| 27층                | 피난안전구역   |
| 3층 ~ 26층          | 아파트         |
| 2층                 | PIT/어린이집   |
| 1층                 | 로비, 커뮤니티 |
| 지하 4층 ~ 지하 1층 | 지하주차장     |

### 107동
| 층수                | 시설           |
| ------------------- | -------------- |
| 48층                | 스카이라운지   |
| 28층 ~ 47층         | 아파트         |
| 27층                | 피난안전구역   |
| 3층 ~ 26층          | 아파트         |
| 2층                 | PIT/실외기실   |
| 1층                 | 로비, 커뮤니티 |
| 지하 4층 ~ 지하 1층 | 지하주차장     |

## 같이 보기
- 대구광역시의 마천루 목록